# گاتهام (فصل ۳)
فصل ۳ گاتهام سومین فصل از مجموعه تلویزیونی گاتهام است که از تاریخ ۱۹ سپتامبر ۲۰۱۶ تا ۵ ژوئن ۲۰۱۷ در طول ۲۲ قسمت از شبکه رسانه‌ای فاکس بر روی آنتن رفت. شخصیت‌های این سریال اقتباسی از کمیکهای منتشرشده به‌دست شرکت دی‌سی کامیکس می‌باشد و در زیرمجموعهٔ شخصیت‌های فرنچایز بتمن قرار می‌گیرند. تهیه‌کنندگان این فصل، شرکت وارنر برادرز تله‌ویژن و دی‌سی کامیکس هستند. تهیه‌کنندگان اجرایی این فصل برونو هلر، دنی کنون، کن وودراف و جان استیونز بودند.
از بازیگران کلیدی این فصل می‌توان به بن مک‌کنزی (در نقش جیمز گوردون)، رابین لرد تیلور (در نقش پنگوئن) و دانل لوگ (در نقش هاروی بولاک) اشاره کرد. دیوید مازوز (در نقش بروس وین) نیز نقش خوبی در نشان دادن پیشرفت روحی خود و گامی به سوی تبدیل‌شدن به بتمن نشان داده‌است.
این فصل در اصل بر پایهٔ کمیک‌های بتمن: شوالیه تاریکی بازمی‌گردد و بتمن: جوک کشنده نوشته شده‌است بر اساس هردوی آنها انیمیشن‌هایی (با همین نام‌ها: بتمن: شوالیه تاریکی بازمی‌گردد و بتمن: جوک کشنده) ساخته شده‌است.
تدارکات این فصل از مارس ۲۰۱۶ آغاز گردیدند و تمامی بازیگران فصل دوم بجز چند نفر برای فیلم‌برداری آن آماده شدند. این بازیگران عبارت‌اند از: زابرینا گوئه‌واراس (در نقش سارا اسن)، جیمز فرین (در نقش تیو گالاوان/آزرایل) و نیکولاس دی آگستو (در نقش هاروی دنت). بازیگران جدیدی که در فصل سوم معرفی شدند عبارت‌اند از: بندیک ساموئل (در نقش جرویس تچ) و مگی جیها (بعنوان بازیگر جدید نقش پویزن آی‌وی؛ تا پیش از آن کلیر فولی مسئولیت ایفای نقش این شخصیت را داشت).
این فصل در طول سه بخش بر روی آنتن رفت: بخش اول شامل ۱۱ قسمت ابتدایی (از سپتامبر تا نوامبر ۲۰۱۶)، بخش دوم شامل ۳ قسمت بعدی (در ژانویه ۲۰۱۷) و بخش سوم نیز شامل ۸ قسمت پایانی (از آوریل تا ژوئن ۲۰۱۷) بود. همانند فصل قبلی، این فصل نیز دارای دو زیرمجموعه بود. ۱۴ قسمت ابتدایی با نام شهر مجنون و ۸ قسمت دیگر با نام قهرمانان برمی‌خیزند شناخته می‌شوند. این فصل از ۱۹ سپتامبر ۲۰۱۶ آغاز گردید و در تاریخ ۵ ژوئن ۲۰۱۷ با یک پایان ۲ ساعته از شبکه رسانه‌ای فاکس خاتمه یافت.

## داستان
فراریان ایندیان هیل آزاد می‌گردند و جیم گوردون سعی می‌کند شخصاً در این باره اقدام کند و بنابراین به‌دنبال یافتن آنها می‌رود و در این حین هوگو استرنج را ملاقات می‌کند. بولوک و بارنز سعی می‌کنند در برابر ابرشروران جدید گاثم یعنی پنگوئن / آزوالد کابلپات، ریدلر / ادوارد نیگما، جرویس تچ / مد هتر و پویزن آی‌وی بایستند.
بروس وین سعی می‌کند با کمک خدمتکار وفادارش، آلفرد پنی‌ورث دربارهٔ قتل پدر و مادرش، توماس و مارتا وین اطلاعات جدیدتری بیابد که با یک گروه سری به نام «دیوان جغدها» آشنا می‌شود؛ گروهی که سال‌هاست به‌صورت سری به ادارهٔ گاثم سیتی می‌پردازند.

## واژه‌نامه
1. ↑  Court of Owls
2. ↑  Heroes Rise
3. ↑  Court of Owls